# Podgorica pri Šmarju
Podgorica pri Šmarju je naselje v Občini Grosuplje.